# Setophaga townsendi
Setophaga townsendi е вид птица от семейство Parulidae.

## Разпространение
Видът е разпространен в Гватемала, Канада, Колумбия, Коста Рика, Мексико, Никарагуа, Салвадор, САЩ и Хондурас.